# Сен-Шафре
Сен-Шафре́ (фр. Saint-Chaffrey, окс. Sant Chafrei) — коммуна во Франции, находится в регионе Прованс — Альпы — Лазурный Берег. Департамент коммуны — Верхние Альпы. Входит в состав кантона Ле-Монетье-ле-Бен. Округ коммуны — Бриансон.
Код INSEE коммуны — 05133.

## Население
Население коммуны на 2008 год составляло 1662 человека.
| 1962 | 1968 | 1975 | 1982 | 1990 | 1999 | 2008 |
| ---- | ---- | ---- | ---- | ---- | ---- | ---- |
| 818  | 831  | 947  | 1287 | 1424 | 1569 | 1662 |

## Экономика

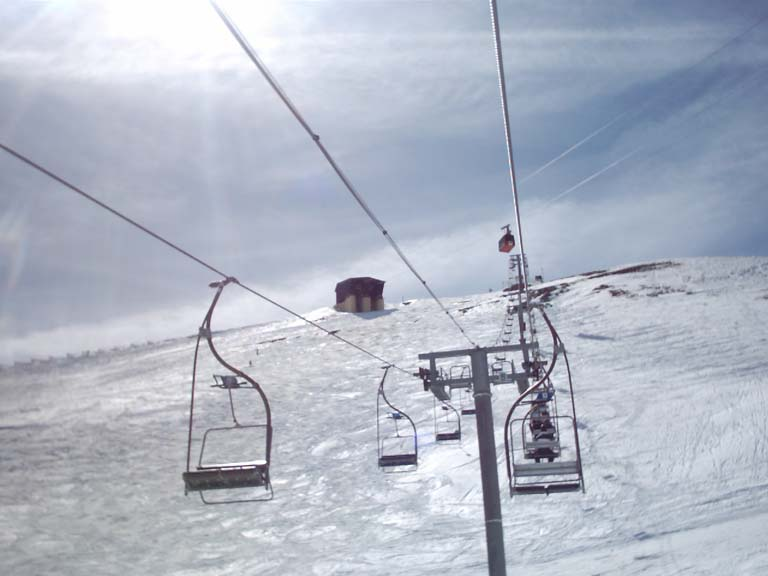

В 2007 году среди 1102 человек в трудоспособном возрасте (15—64 лет) 815 были экономически активными, 287 — неактивными (показатель активности — 74,0 %, в 1999 году было 76,3 %). Из 815 активных работали 777 человек (412 мужчин и 365 женщин), безработных было 38 (15 мужчин и 23 женщины). Среди 287 неактивных 70 человек были учениками или студентами, 128 — пенсионерами, 89 были неактивными по другим причинам.

## Достопримечательности
- Горнолыжный курорт Сер-Шевалье
- Перевал Гранон (2413 м)
- Подъёмный мост
- Водопад Пис
- Часовня Сент-Арнуль (XII век)